# Гімалая-Мару
«Гімалая-Мару» — транспортне судно, яке під час Другої світової війни брало участь в операціях японських збройних сил на Філіппінах, в Індонезії та в архіпелазі Бісмарка.

## Передвоєнна служба
«Гімалая-Мару» спорудили в 1921 році на корабельні Mitsubishi Yososen у Нагасакі на замовлення компанії Osaka Shosen Kaisha. Окрім перевезення вантажів, судно могло прийняти 6 пасажирів першого класу.
У 1920 році «Гімалая-Мару» брало участь у репатріації до Німеччини військовополонених, захоплених в 1914 році під час облоги Ціндао.
21 червня 1927 року судно вийшло з Брисбена (східне узбережжя Австралії), проте невдовзі сіло на риф біля Кангару-Пойнт. Утім, «Гімалая-Мару» стягнули звідси буксиром без серйозних пошкоджень.
16 грудня 1941 року судно реквізували для потреб Імперської армії Японії та призначили для використання як транспорт для перевезення військ.

## Вторгнення на Філіппіни
17 грудня 1941 року «Гімалая-Мару» та ще 20 суден вийшли з Кіруна (наразі Цзілун на Тайвані) та попрямували до затоки Лінгайєн на острові Лусон. Вони становили третій ешелон сил вторгнення на Філіппіни (загалом до цієї операції залучили 76 транспортів). Уночі 22 грудня доправлені війська висадили в затоці Лінгайєн.

### Вторгнення на Яву
Згодом «Гімалая-Мару» включили до транспортного угруповання із 43 суден, яке вночі проти 1 березня 1942 року здійснило висадку десанту на сході острова Ява, поблизу селища Краган. Союзна авіація завдала удару по силах вторгнення та пошкодила кілька транспортів, проте «Гімалая-Мару» не постраждало.

## Рейси до Рабаула
У 1943 році «Гімалая-Мару» кілька разів відвідувало Рабаул — головну передову базу в архіпелазі Бісмарка, з якої провадились операції на Соломонових островах та сході Нової Гвінеї. Так, 13—21 квітня судно разом із конвоєм K-413 перейшло із японського порту Саєкі до Палау (важливий транспортний хаб на заході Каролінських островів), а 28 квітня вже дісталось Рабаула. Уже у середині травня «Гімалая-Мару» повернулося на Палау, звідки вирушило до Маніли і далі у В'єтнам.
Наприкінці осені 1943 року «Гімалая-Мару» знову було в Рабаулі, звідки вийшло 30 листопада «Гімалая-Мару» у складі конвою O-006, маючи на борту близько 2500 осіб, зокрема військовослужбовців 14-ї польової ремонтної майстерні, 16-го полку зв'язку, 7-го евакуаційного госпіталю, близько 650 поранених та японок і кореянок із персоналу публічного будинку.
Ввечері південніше від острова Новий Ганновер конвой атакували гідролітаки PBY «Каталіна», при цьому одна з трьох бомб влучила в «Гімалая-Мару». О 23:15 надійшов наказ полишити судно, яке затонуло о 23:34. Попри значну чисельність пасажирів, абсолютна більшість людей з «Гімалая-Мару» була врятована іншими суднами конвою, загинуло 27 військовослужбовців, 6 членів екіпажу та 2 служниці борделю.